# Chasing the Dragon 2
Série
Chasing the Dragon
(2017)
Pour plus de détails, voir Fiche technique et Distribution.
Chasing the Dragon 2 (追龍II：賊王, Chui lung II, litt. « La Chasse au dragon 2 ») est un film sino-hongkongais réalisé par Wong Jing et Jason Kwan et sorti en 2019. Malgré son titre et malgré le fait qu'il soit la suite officielle de Chasing the Dragon (2017), il n'a rien à voir avec ce premier film et présente de nouveaux personnages et une nouvelle histoire.
Il totalise environ 42 millions $ de recettes au box-office chinois de 2019.

## Synopsis
Avant 1997, Logan (Tony Leung Ka-fai), génie du crime, fait trembler Hong Kong avec une série d’enlèvements notoires. Il enlève notamment les fils aînés des grandes fortunes de la ville, Li et Lui, et les rançonnent plus de 2 milliards HK$. Craignant que les ravisseurs ne se vengent, les victimes promettent de ne pas se présenter à la police après avoir racheté les otages, permettant ainsi à Logan et son équipe d'échapper à la justice.
Les forces de police de Hong Kong et du continent sont extrêmement préoccupées par le cas de Logan et envoient Sky (Louis Koo), un agent secret hongkongais, infiltrer sa bande. Après diverses épreuves d'initiation, Sky parvient à se rapprocher de Logan et attend tranquillement le moment opportun pour passer à l'action. Cependant, Logan est très prudent et rusé. Étant donné que personne n'a porté plainte contre lui, la police ne peut l'arrêter avant son prochain coup.
Après de nombreuses tentatives, Sky parvient enfin à connaître l’identité de la prochaine cible de Logan. Il croit avoir déjà gagné sa confiance et contacte donc secrètement la police pour planifier son prochain mouvement, avant de réaliser que ce n'était qu'un nouveau test de Logan.

## Fiche technique
- Titre original : 追龍II：賊王
- Titre international : Chasing the Dragon 2
- Réalisation : Wong Jing et Jason Kwan
- Scénario : Wong Jing et Philip Lui
- Photographie : Jason Kwan et Jimmy Kwok
- Montage : Li Ka-wing et Sin Man-chiu
- Musique : Day Tai
- Production : Wong Jing
- Société de production : Mega-Vision Project Workshop, Polybona Films, Alibaba Pictures, Television Broadcasts Limited, Wanda Media, Sun Entertainment Culture et Sil-Metropole Organisation
- Société de distribution : Intercontinental Film Distributors (Hong Kong)
- Pays d’origine :  Hong Kong et  Chine
- Langue originale : cantonais
- Format : couleur
- Genres : Biopic, film de gangsters et action
- Durée : 103 minutes
- Date de sortie :
  -  Chine,  Hong Kong et  Singapour : 6 juin 2019
  -  États-Unis : 7 juin 2019
  -  Taïwan : 12 juin 2019
  -  Australie et  Nouvelle-Zélande : 13 juin 2019

## Distribution
- Tony Leung Ka-fai : Logan (basé sur Cheung Chi Keung)
- Louis Koo : Sky
- Gordon Lam
- Sabrina Qiu
- Sherman Ye
- Willie Wai
- Phat Chan
- Jason Wong
- Lukian Wang
- Michael Wong : Stanley Ho (basé sur Stanley Ho)
- Simon Yam (participation amicale)
- Du Jiang (participation amicale)
- Candice Yu (participation amicale)